# Живей, а другите да умрат (роман)
„Живей, а другите да умрат“ (на английски: Live and Let Die) е роман на английския писател Иън Флеминг. Той е втори от поредицата за Джеймс Бонд. Издаден е на 5 април 1954 г. от издателство „Jonathan Cape“.

## Сюжет
Внимание:  Текстът по-долу разкрива сюжета на произведението (или части от него)!
...След изпълнението на сложната задача за неутрализиране Ле Шифр (Казино Роял), „M” дава на Джеймс Бонд нова задача. Напоследък в САЩ се е разгърнала мащабна незаконна търговия с редки златни монети. Монетите се продават в малки магазини, на паркинги, в малки партиди. ФБР е започнало да разследва каналите, по които монети попадат в пазара, и под подозрение попада най-големия афроамерикански гангстер на САЩ – мистър Биг.
Той е роден в Хаити, истинското му име – Бонапарт Игнасе Галия (съкратено – Биг). Преди Втората световна война м-р Биг започва криминалната си дейност като крадец. През 1943 г. Биг е призован във френската армия, където работи в разузнаването в сътрудничество със съветските агенти. След края на войната, м-р Биг изчезва в продължение на пет години, а при завръщането си в САЩ развива активна престъпна дейност в негърския квартал Харлем. Мистър Биг започва да купува нощни клубове, да контролира проституцията, за него работят хиляди афроамериканци в цялата страна: докери, шофьори на камиони. При това мнозина служат на Биг от страх, тъй като се счита, че е могъщ черен „вуду“ магьосник.
Подозирайки, че м-р Биг е бил нает от СМЕРШ, „М“ изпраща Бонд в Ню Йорк за съвместно (заедно с ФБР и ЦРУ) разследване на мистър Биг. „M” да вземе под внимание и факта, че Бонд има лични сметки със СМЕРШ. Бонд пристига в Ню Йорк, където се среща със стария си приятел Феликс Лейтър, агент на ЦРУ. Почти веднага срещу Бонд започват нападения. Някой хвърля бомба в хотелската му стая. След това м-р Биг изпраща заповед до всички свои агенти в Харлем – да следят Бонд и Лейтър. По време на посещението си в един от клубовете Бонд и Лейтър са отвлечен и са закарани в резиденцията на м-р Биг.
Мистър Биг разпитва Бонд показвайки рядка осведоменост. Бонд осъзнава, че информацията, представена Биг за него е от СМЕРШ. По време на разпита, мистър Биг извиква красива девойка на име Солитер, за която се смята, че е ясновидка. Тя трябва да проверява с карти и с „магия“ показанията му, но когато Бонд лъже, по някаква причина тя не го издава. Бонд предполага, че се е харесал на Солитер, и решава да го използва срещу м-р Биг. Не успявайки да узнае нищо от Бонд, Биг заповядва брутално да го пребият, но Бонд успява да избяга, убивайки трима от гангстерите на Биг. Скоро към него се присъединява Лейтър. Той предлага на Бонд веднага тръгне с влака до Флорида. По време на срещата изведнъж към Бонд се приближава Солитер. Тя наистина се е влюбила в Бонд и е решила да избяга от мистър Биг. По време на пътуването, тя разказва на Бонд някои детайли от престъпна дейност на Биг.
Все пак м-р Биг открива бегълците във Флорида. Солитер е отвлечена, а бандитите на мистър Биг подлагат Лейтър на ужасни изтезания. Агентът на ЦРУ е обезобразен, той загубва краката и ръцете си. Желаещ да отмъсти за приятеля си, Бонд стига до завода, в който се държат най-различни обитатели на моретата и океаните: риби, морски таралежи, мекотели. Там Бонд влиза в сблъсък с един от основните фигури на мистър Биг, с прякор „Разбойника“. След ожесточена престрелка Бонд хвърля „Разбойника“ в мрежата с акулите. По време на стрелбата част на аквариума е счупен, и Бонд вижда, че на дъното на аквариума в пясъка са скрити златни монети. Сега контрабандната схема е ясна: монетите се донасят от Куба и Карибите във Флорида и на малки партии се разпределят на агентите на мистър Биг за реализация.
Бонд пристига в Ямайка, за да продължи издирването на мистър Биг. Среща се с резидента на MИ-6 Джон Странгуейс, който му съобщава важна информация. Съществува легенда, че известният пират Морган е заровил съкровището си на остров Сюрприз в „Залива на акулите“. В този залив редовно се появява яхтата „Секатур“, която се занимава с улов на екзотични риби. Бонд решава да започне наблюдение на този съмнителен кораб и тайно се промъква на острова Сюрприз. За това на Бонд помага местният рибар на име Куорел.
Една седмицата Бонд следи яхтата на мистър Биг, и най-накрая решава да действа. Заедно с Куорел Бонд доплава в „Залива на акулите“. Бонд вижда, че помощниците на мистър Биг хвърлят в морето остатъци от храна за привличане на акули и баракуди. Това прави залива смъртоносно опасен за неканени гости. Бонд незабелязано доплува до яхтата и закрепва на дъното ѝ подводна мина, настройвайки времето на експлозията. След изненадваща атака на баракуда Бонд е ранен в рамото, но изведнъж открива една пещера. Влизайки там, Бонд попада в лапите на м-р Биг.
Именно в тази пещера се намира златото на пиратите, с което търгува Биг. Освен това там се намира и малка топилна пещ, с която се произвеждат фалшивите монети. Мистър Биг е крайно удивен, че все още не е могъл да унищожи Бонд. Но сега злодеят е подготвил за Бонд и Солитер жестоко наказание. Бонд и Солитер са вързани и са хвърлени зад борда като стръв за морските хищници. Корабът започва да се движи бързо, влачейки пленниците. Но тогава се взривявя подводната мина, която унищожава кораба на м-р Биг. Раненият злодей пада във водата и се опитва да доплува до Бонд и Солитер, за да ги убие въпреки всичко. Но, усещайки вкуса на кръвта г-н Биг е нападнат от огромни баракуди, които започват да го разкъсват на части. Крещейки диво от болка и страх, г-н Биг завинаги потъва в морските вълни… Бонд и Солитер успяват да се хванат за рифа и да не се удавят, и скоро до тях пристига Куорел, който ги спасява.
След смъртта на г-н Биг полицията провежда масови арести на неговите съучастници, и престъпната организация е напълно разгромена. A Джеймс Бонд и очарователната Солитер, подобрили здравето си в болницата, могат най-накрая да се окажат в прегръдките си ...

## Адаптации
Романът е екранизиран през 1973 г. във филма „Живей, а другите да умрат“ (осми филм на „официалната“ „бондиана“), в който ролята на Джеймс Бонд се първи път се изпълнява от Роджър Мур.